# 特溫冰原島峰
75°38′S 159°36′E / 75.633°S 159.600°E
特溫冰原島峰（英語：Twin Nunataks）是南極洲的冰原島峰，位於奧次地，處於里克山和霍林斯沃斯冰川之間，屬於阿爾伯特親王山脈的一部分，由新西蘭探險隊命名，現時由南極條約體系管理。